# Thérèse Dancourt

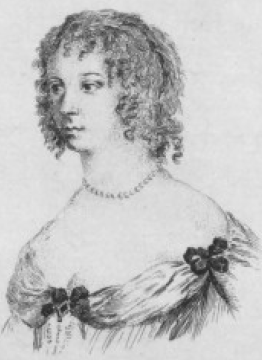
Thérèse Dancourt

Thérèse Marie Jeanne Lenoir La Thorillière (* 15. Juli 1663 in Paris; † 11. Mai 1725 ebenda), bekannt als Thérèse Dancourt, war eine französische Schauspielerin. 
Der französische Historiker und Biograph Pierre-David Lemazurier zweifelt aber das Geburtsdatum an und vermutet, dass Thérèse Dancourt mindestens fünf Jahre jünger sein müsse, da sie noch im Alter von sechzig jugendliche Liebhaberinnen spielte.

## Biographie
Thérèse Dancourt wurde im Palais Royal als Tochter des Schauspielers La Thorillière (1626–1680) geboren. 1680 wurde sie von Dancourt entführt, um 1683 in Fontainebleau ihre erste Rolle zu übernehmen. Bereits ein Jahr später debütierte sie in Paris an der Comédie-Française. 1684 wurde ihre erste Tochter Manon und 1685 die zweite Tochter Mimi geboren. 1685 wurde sie auch festes Ensemblemitglied der Comédie und somit Sociétaire de la Comédie-Française.
Thérèse Dancourt spielte hauptsächlich, bis in fortgeschrittenem Alter, die jugendliche Liebhaberin. 1720 setzte sie sich zur Ruhe und erhielt eine Pension von 1000 Livre.
Pierre de Noir, der Bruder Thérèse Dancourts, war ebenfalls Schauspieler und führte den Künstlernamen des Vaters, La Thorillière, weiter.

## Rollen (Auswahl)
- Michel Baron: L’homme à bonne fortune, die Araminte
- Jean-Baptiste de La Noue: La Coquette Corrigée, die Lucile
- Jean-François Regnard: Le Joueur, die Angèlique
- Jean-François Regnard: Le Distrait die Clarice
- Jean-François Regnard: Démocrite amoureux, die Criséis
- Michel Baron: l’Andrienne, die Glycérie